# Bogdan Radivojević
Bogdan Radivojević, cyr. Богдан Радивојевић (ur. 2 marca 1993 w Belgradzie) – serbski piłkarz ręczny, prawoskrzydłowy, zawodnik HC Eurofarm Pelister.

## Kariera sportowa
Wychowanek RK Sindjelić, następnie zawodnik Partizana Belgrad, z którym zdobył dwa mistrzostwa Serbii. Ponadto w sezonach 2011/2012 i 2012/2013 rozegrał w jego barwach w Lidze Mistrzów 18 meczów i rzucił 46 bramek. W latach 2013–2017 był zawodnikiem SG Flensburg-Handewitt. W sezonie 2013/2014, w którym w 16 spotkaniach zdobył 24 gole, wygrał z nim Ligę Mistrzów. W 2017 przeszedł do Rhein-Neckar Löwen.
W 2011 wystąpił w mistrzostwach świata U-19 w Argentynie. W 2012 uczestniczył w mistrzostwach Europy U-20 w Turcji, w których rozegrał siedem meczów i rzucił 42 bramki. W 2013 wziął udział w mistrzostwach świata U-21 w Bośni i Hercegowinie, w których zdobył 51 goli (5. miejsce w klasyfikacji najlepszych strzelców).
W 2013 z reprezentacją Serbii seniorów uczestniczył w mistrzostwach świata w Hiszpanii. Grał również w mistrzostwach Europy w 2014 i 2018.

## Sukcesy
Partizan Belgrad
- Mistrzostwo Serbii: 2010/2011, 2011/2012

SG Flensburg-Handewitt
- Liga Mistrzów: 2013/2014
- Puchar Niemiec: 2014/2015[1]

Rhein-Neckar Löwen
- Puchar Niemiec: 2017/2018
- Superpuchar Niemiec: 2017, 2018